# هنادی نیکون
هنادی نیکون (انگلیسی: Hennadiy Nykon؛ زادهٔ ۱۶ آوریل ۱۹۷۵) ورزشکار اسکی صحرانوردی اهل اوکراین است.وی همچنین از اسکی‌بازان اسکی صحرانوردی در بازی‌های المپیک زمستانی ۱۹۹۸ بوده است.